# Out of the Depths
Out of the Depths er en amerikansk stumfilm fra 1921 af Otis B. Thayer og Frank Reicher.

## Medvirkende
- Edmund Cobb
- Violet Mersereau